# 동치미

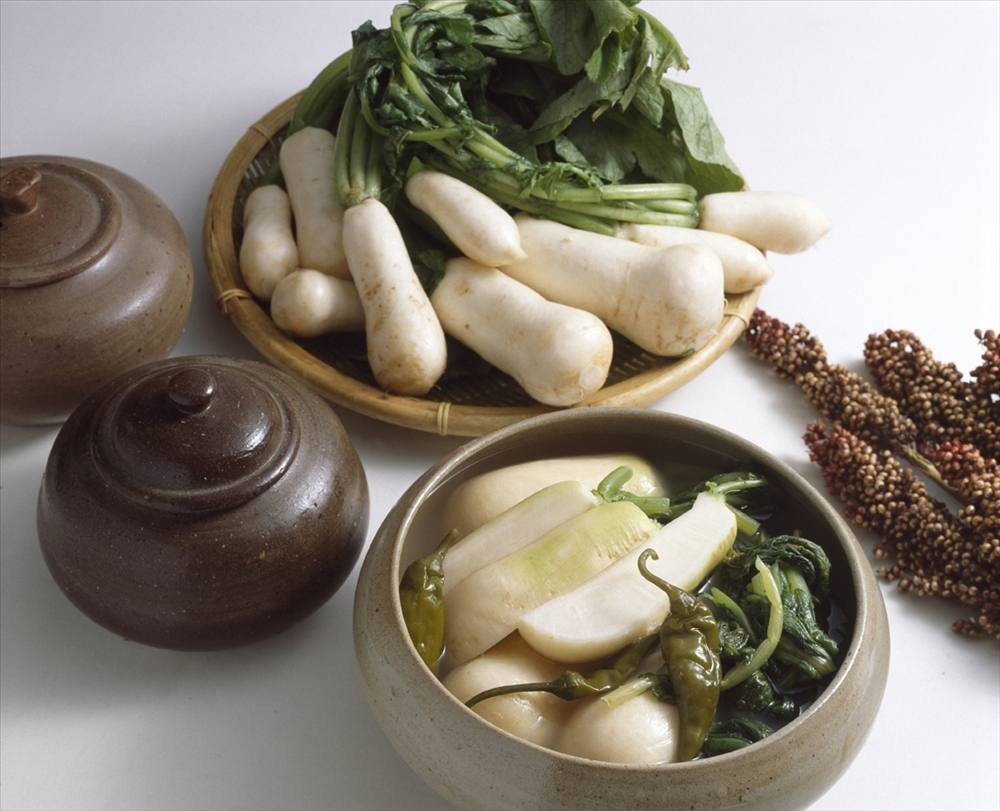
동치미

동치미는 한국 요리에서 무를 소금물에 담가 익힌 무김치 또는 물김치의 일종으로, 무, 배추, 파, 삭힌 고추, 생강, 배와 국물로 구성된다. 동치미는 이름처럼 전통적으로 겨울에 담궈서 먹는다. 무를 소금물에 담가 익힌 무김치의 한 가지
동치미의 동은 겨울(winter)을 뜻하며 치미는 김치(kimchi)를 의미하는 우리말 고어에서 유래되었다.
동치미도 다른 김치처럼 발효를 시키지만, 2~3일간의 숙성으로 다른 김치에 비해 그 기간이 비교적 짧다. 한국인들은 김장철 바로 직전, 즉 늦은 가을에 동치미를 담근다. 특히 조선민주주의인민공화국에서 함경도, 평안도의 동치미가 유명하다.
시원하고, 깔끔한 국물 덕분에, 동치미 국물은 동치미 국수나 냉면을 만드는 데 국물로 사용되기도 한다. 또는 떡을 먹거나, 찐 고구마를 먹을 때 같이 먹기도 한다. 또, 만두가 주식인 면상이나 교자상에 많이 오른다.

## 같이 보기
- 나박김치
- 김치
- 치킨무